# 永田克彦
永田 克彦（ながた かつひこ、1973年10月31日 - ）は、日本の男性レスリング選手、総合格闘家。千葉県東金市出身。レッスルウィン主宰。
プロレスラーの永田裕志は実兄。2000年シドニーオリンピックで銀メダルを獲得するまでは警視庁に警察官として勤務しており、兄のトレードマークである敬礼ポーズの元ネタとなっている。

## 来歴

### 経歴
千葉県立成東高等学校、日本体育大学卒業。
2008年6月29日、結婚披露宴を行った。
2010年格闘スポーツジム、レッスルウィンを東京都調布市にオープンした。
2015年度から日本ウェルネススポーツ大学に新設されたレスリング部監督に就任した。

### レスリング
1994年、全日本学生選手権 グレコローマンスタイル69kg級 優勝。
1994年・1995年、全日本大学グレコローマン選手権 グレコローマンスタイル69kg級 優勝。
1996年4月、警視庁に入庁。
1997年 - 2001年、全日本レスリング選手権大会 グレコローマンスタイル69kg級 5連覇。
2000年、シドニーオリンピックレスリング グレコローマンスタイル69kg級 銀メダル。
2001年4月、警視庁を退職し、新日本プロレスの闘魂クラブに入団。
2002年、全日本レスリング選手権大会 グレコローマンスタイル74kg級 優勝。
2004年、全日本選抜選手権優勝。アテネオリンピックレスリング グレコローマンスタイル74kg級 一次リーグ敗退。
2015年、全日本選手権優勝。

### 総合格闘技
2005年10月、総合格闘技転向を表明。
2005年12月31日、総合格闘家デビューを果たし、K-1 PREMIUM 2005 Dynamite!!でレミギウス・モリカビュチスに判定勝ち。
2006年5月3日、HERO'Sで秋山成勲と対戦、KO負け。2006年12月31日、2年連続参戦となったK-1 PREMIUM 2006 Dynamite!!で勝村周一朗にパウンドでTKO勝ち。
2007年6月2日、Dynamite!! USAでイザイア・ヒルと対戦、判定勝ち。7月16日、HERO'S 2007 ミドル級世界王者決定トーナメント開幕戦で宇野薫と対戦し、0-3の判定負け。
2008年3月15日、DREAM.1のライト級グランプリ1回戦でアルトゥール・ウマハノフと対戦し、3-0で判定勝ち。6月15日、DREAM.4の2回戦で青木真也と対戦し、フットチョークで一本負け。
2008年11月23日、ZSTに出場し小谷直之と対戦し、2Rにヒールホールドで一本負けを喫した。
2008年11月30日、全日本コンバットレスリング選手権大会73kg級に出場。決勝で五味隆典と対戦し、ポイント0-1で判定負けを喫し、準優勝となった。
2009年2月28日、CAGE FORCE初参戦となった「CAGE FORCE EX -eastern bound-」で金原泰義と対戦し、判定0-0で引き分けた。
2009年3月22日、町田市総合体育館サブアリーナで開催された第15回全日本コンバットレスリング選手権大会73kg級に出場し、優勝を果たした。
2009年4月5日、DREAM.8でビトー・"シャオリン"・ヒベイロと対戦し、グラウンドでの膝蹴りで右こめこみをカットしドクターストップでTKO負けを喫した。
2009年5月24日、ZST.20でタッグマッチ（15分3本勝負）に出場。宮田和幸とオリンピックタッグを組み、山田哲也&奥出雅之と対戦するも、0-0の判定ドローとなった。
2009年10月24日、CAGE FORCEのメインイベントで星野大介と対戦し、判定勝ち。CAGE FORCE初勝利を挙げるとともに、1年7か月ぶりの勝利となった。
2010年4月11日、格闘スポーツジム「レッスルウィン」をオープン。
2010年6月19日、CAGE FORCEのメインイベントで井上克也と対戦し、0-3の判定負け。この試合で右眼の眼窩底を骨折した。
2010年12月5日、初参戦となったパンクラスで大石幸史と対戦し、1-1の判定ドロー。

## 戦績
| 総合格闘技 戦績 | 総合格闘技 戦績 | 総合格闘技 戦績 | 総合格闘技 戦績 | 総合格闘技 戦績 | 総合格闘技 戦績 | 総合格闘技 戦績 |
| --------------- | --------------- | --------------- | --------------- | --------------- | --------------- | --------------- |
| 16 試合         | (T)KO           | 一本            | 判定            | その他          | 引き分け        | 無効試合        |
| 6 勝            | 1               | 0               | 5               | 0               | 3               | 0               |
| 7 敗            | 3               | 2               | 2               | 0               | 3               | 0               |

| 勝敗 | 対戦相手                       | 試合結果                         | 大会名                                                                            | 開催年月日     |
| △    | 大石幸史                       | 5分3R終了 判定0-0                | PANCRASE 2011 IMPRESSIVE TOUR                                                     | 2011年12月3日  |
| △    | 大石幸史                       | 5分2R終了 判定1-1                | PANCRASE 2010 PASSION TOUR                                                        | 2010年12月5日  |
| ×    | 井上克也                       | 5分3R終了 判定0-3                | CAGE FORCE                                                                        | 2010年6月19日  |
| ○    | 安藤晃司                       | 5分3R終了 判定2-0                | CAGE FORCE                                                                        | 2010年2月11日  |
| ○    | 星野大介                       | 5分3R終了 判定3-0                | CAGE FORCE                                                                        | 2009年10月24日 |
| ×    | 弘中邦佳                       | 1R 3:41 TKO（左フック→パウンド） | CAGE FORCE                                                                        | 2009年6月27日  |
| ×    | ビトー・"シャオリン"・ヒベイロ | 1R 7:58 TKO（ドクターストップ）  | DREAM.8 ウェルター級グランプリ2009 開幕戦                                         | 2009年4月5日   |
| △    | 金原泰義                       | 5分3R終了 判定0-0                | CAGE FORCE EX -eastern bound-                                                     | 2009年2月28日  |
| ×    | 小谷直之                       | 2R 4:38 ヒールホールド           | ZST.18 〜旗揚げ6周年記念大会〜                                                    | 2008年11月23日 |
| ×    | 青木真也                       | 1R 5:12 フットチョーク           | DREAM.4 ミドル級グランプリ2008 2nd ROUND 【ライト級グランプリ 2回戦】             | 2008年6月15日  |
| ○    | アルトゥール・ウマハノフ       | 2R（10分/5分）終了 判定3-0       | DREAM.1 ライト級グランプリ2008 開幕戦 【ライト級グランプリ 1回戦】                | 2008年3月15日  |
| ×    | 宇野薫                         | 5分3R終了 判定0-3                | HERO'S 2007 ミドル級世界王者決定トーナメント開幕戦 【ミドル級トーナメント 1回戦】 | 2007年7月16日  |
| ○    | イザイア・ヒル                 | 5分3R終了 判定2-1                | Dynamite!! USA                                                                    | 2007年6月2日   |
| ○    | 勝村周一朗                     | 1R 4:12 TKO（パウンド）          | K-1 PREMIUM 2006 Dynamite!!                                                       | 2006年12月31日 |
| ×    | 秋山成勲                       | 2R 2:25 KO（右後ろ回し蹴り）     | HERO'S 2006 ミドル級世界最強王者決定トーナメント開幕戦                            | 2006年5月3日   |
| ○    | レミギウス・モリカビュチス     | 5分2R終了 判定3-0                | K-1 PREMIUM 2005 Dynamite!!                                                       | 2005年12月31日 |

## 獲得タイトル
- 全日本レスリング選手権大会 6連覇（1997年 - 2002年）
- 2000年シドニーオリンピック レスリンググレコローマン69kg級 銀メダル（2000年）
- 第15回全日本コンバットレスリング選手権大会 73kg級 優勝（2009年）